# Muschelvergiftung
Muschelvergiftungen (Mytilismus) werden durch Gifte hervorgerufen, die überwiegend von einzelligen Algen und Dinoflagellaten erzeugt werden und sich in der Nahrungskette anreichern. Gefahr für den Menschen besteht durch den Verzehr von entsprechend angereicherten Meeresfrüchten. Das Kochen der kontaminierten Nahrungsmittel führt nicht automatisch zur Inaktivierung von Toxinen.
Muschelvergiftungen werden unterschieden in:
- Amnestische oder zentralnervöse Form; Amnesic Shellfish Poisoning, ASP: Domoinsäure, gebildet von einzelligen Rot- und Kieselalgen, kann lebensgefährliche Atembeschwerden herbeiführen.
- Diarrhöische Form; Diarrhetic Shellfish Poisoning, DSP: verursacht durch Okadasäure, Dinophysistoxinen und Pectenotoxinen von Dinoflagellaten können Übelkeit, Erbrechen, Durchfall und Schüttelfrost auftreten. Ähnliche Symptome werden auch durch Azaspirosäure (Azaspiacid Shellfish Poisoning, AZP) ausgelöst.
- Neurotoxische Form; Neurotoxic Shellfish Poisoning, NSP: die mit Ciguatoxin (Ciguatera Fish Poisoning, CFP – einem weniger typischen Muschelgift) verwandten Brevetoxine werden von dem Dinoflagellaten Ptychodiscus brevis produziert und lösen neben z. T. schmerzhaften Magen-Darm-Beschwerden und Schwindel auch verschiedene Parästhesien wie Kribbeln und Taubheitsgefühl in Mund und Fingern sowie auch Angstzustände aus.
- Paralytische Form; Paralytic Shellfish Poisoning, PSP: Saxitoxin, Gonyautoxine, die u. a. von Dinoflagellaten der Gattung Alexandrium gebildet werden und Atmungs- und Herzversagen auslösen können.